# Blackův–Scholesův model
Blackův–Scholesův model je v oblasti finanční matematiky model sloužící k oceňování opcí. Uveřejnili ho Fischer Black a Myron Scholes roku 1973 (poté, co byl článek odmítnut dvěma renomovanými časopisy). Scholes a Robert C. Merton, který se na vývoji modelu rovněž podílel, získali za tento průlom v roce 1977 Nobelovu pamětní cenu za ekonomii (Black byl v té době již mrtev). Cena opce se v modelu odvozuje z ceny podkladového aktiva s tím, že se předpokládá, že cena tohoto aktiva se vyvíjí jako náhodná procházka.